# Futbolniy Klub LNZ Cherkasy
Futbolniy Klub LNZ Cherkasy, ou simplesmente LNZ Cherkasy(em língua ucraniana, 
Футбольний клуб ЛНЗ Черкаси), é um clube de futebol da Ucrânia da cidade de Cherkasy. Atualmente, disputa o Campeonato Ucraniano equivalente à primeira divisão do futebol ucraniano.

## História
Fundado em 2006 em Shpola, pelo diretor da Fábrica de Sementes Lebedyn (LNZ) Dmytro Kravchenko. Era conhecido até 2013 como FC Shpola-LNZ-Lebedyn e jogava no estádio da cidade, o Estádio Central.
O clube já teve como treinadores os ex-jogadores do FC Dnipro Cherkasy Slavinskyi e Hrechanyi.
O clube disputou, até 2020, o Campeonato Ucraniano de Futebol Amador, quando foi promovido.
No início de 2021, o clube, que era chamado LNZ mudou de Shpola para Cherkasy, passando a usar o nome LNA Cherkasy e a utilizar o estádio Cherkasy Arena.
Atualmente, disputa a primeira divisão ucraniana.

## Títulos
Em se tratando de títulos, o clube já foi quatro vezes (2009, 2011, 2016, 2017) campeão do Campeonato Cherkasy Oblast e duas vezes (2017–18 e 2020–21) campeão do Campeonato Ucraniano de Futebol Amador (correspondente à quarta divisão nacional).